# Xanton-Chassenon

Xanton-Chassenon este o comună în departamentul Vendée, Franța. În 2009 avea o populație de 713 de locuitori.